# Oliver Spasovski
Oliver Spasovski; makedonska: Оливер Спасовски), född 21 oktober 1976 i Kumanovo i dåvarande Jugoslavien, är en makedonsk politiker. Han är Nordmakedoniens premiärminister sedan 3 januari 2020, då han efterträdde Zoran Zaev.